# Footprints (Holly Valance)
Footprints è l'album di debutto della cantante australiana Holly Valance, pubblicato il 14 ottobre, 2002 dall'etichetta London Records.

## Tracce
Standard Edition
1. "Kiss Kiss" (Juliette Jaimes, Aksu Sezen, Steve Welton-Jaimes) – 3:25
2. "Tuck Your Shirt In" (Joachim Björklund, Savan Kotech) – 3:19
3. "Down Boy" (Rob Davis) – 3:26
4. "City Ain't Big Enough" (J. Belmaati, M. Hansen, Remmem) – 3:38
5. "Cocktails and Parties" (Tom Nichols, Johnson Somerset) – 4:02
6. "Whoop" (B. Chapman, J. Hogarth, K. Poole) – 3:24
7. "Hush Now" (Felix Howard, Nina Woodford, Fredrik Ödesjö) – 3:33
8. "All in the Mind" (F. Gordon, G. Saunders) – 3:47
9. "Harder They Come" (Rob Davis, Holly Valance) – 3:38
10. "Help Me Help You" (David Munday, Phil Thornalley) – 3:36
11. "Naughty Girl" (Grant Black, Cozi Costi, Deborah Ffrench, Brio Taliaferro) – 3:23
12. "Connect" (J. Gallagher, T. Nichols, R. Stannard) – 3:10
13. "Send My Best" (T. Dickow, Holly Valance) – 4:25

Bonus Tracks
1. "Twist" - 3:46 (Japan Bonus Track)

Special Edition Ehnanced CD
1. "Kiss Kiss" (Official Music Video)
2. "Down Boy" (Official Music Video)
3. "The Making of "Down Boy"

## Classifiche
| Chart (2002)            | Peak position |
| ----------------------- | ------------- |
| UK Albums Chart         | 9             |
| Australian Albums Chart | 15            |
| Japanese Oricon Charts  | 19            |

| Chart          | Certification | Sales    |
| -------------- | ------------- | -------- |
| Australia ARIA | Gold          | 35,000+  |
| Japan RIAJ     | Gold          | 150,000+ |
| UK BPI         | Gold          | 100,000+ |